# Pseudodissochaeta raphioides
Pseudodissochaeta raphioides är en tvåhjärtbladig växtart som beskrevs av Carlo Hansen. Pseudodissochaeta raphioides ingår i släktet Pseudodissochaeta och familjen Melastomataceae. Inga underarter finns listade i Catalogue of Life.